# O Jeca Macumbeiro
O Jeca Macumbeiro é um filme brasileiro do gênero comédia, produzido em 1974 e lançado em 1975, dirigido por Pio Zamuner e Amácio Mazzaropi, que também estrela o filme e assina o roteiro. Considerado um dos grandes sucessos de bilheteria de Mazzaropi, o filme consolidou sua popularidade e seu estilo único de humor caipira, dialogando com questões sociais e culturais do Brasil da época.

## Sinopse
Pirola (Amácio Mazzaropi) é um caboclo simples e ingênuo que vive com seu filho Zé (José Mauro Ferreira) em uma modesta casa na fazenda do Coronel Januário (Joffre Soares), um homem aparentemente rico e poderoso, mas que secretamente enfrenta a falência. A filha de Pirola, Filomena (Selma Egrei), é casada com Mário (Ivan Lima), filho do coronel.
A vida de Pirola muda quando um velho amigo à beira da morte lhe entrega uma sacola cheia de dinheiro. Sem saber como lidar com a fortuna repentina e temendo ser roubado, Pirola busca o conselho de seu patrão. Vendo a oportunidade de salvar suas finanças, o Coronel Januário elabora um plano ardiloso: finge ser um pai de santo com supostos poderes mediúnicos para convencer Pirola a lhe entregar o dinheiro, prometendo "protegê-lo" espiritualmente.

## Elenco
Fonte: Cinemateca Brasileira
- Amácio Mazzaropi como Pirola
- Joffre Soares como Coronel Januário
- Selma Egrei como Filomena
- Gilda Valença como Ignácia (esposa do Coronel)
- Ivan Lima como Mário
- José Mauro Ferreira como Zé (filho de Pirola)
- Maria do Roccio como Ester
- Augusto César Ribeiro como Seu Jacinto
- Aparecida de Castro como dona do bar
- Felipe Levy como Padre
- Broto Cubano como mulher na cena da luta no bar
- Lana Campos como mulher na cena da luta no bar
- Rose Garcia como filha da dona do bar
- Araken Saldanha como Prefeito
- Jair Talarico como Tonhão
- Pirolito como Nhonhô (amigo de Pirola que lhe dá o dinheiro)
- José Velloni como Delegado
- Miltinho
- Netinho
- Cangaceiro como como homem na cena da luta no bar

## Produção
Produzido pela PAM Filmes, produtora de Mazzaropi, O Jeca Macumbeiro foi filmado em 1974. A direção foi compartilhada entre Pio Zamuner, parceiro habitual de Mazzaropi na direção de fotografia e, posteriormente, na direção, e o próprio Amácio Mazzaropi, que também escreveu o roteiro, mantendo total controle criativo sobre a obra.
A trilha sonora do filme inclui canções populares e composições originais, como:
- "Luar do Sertão", de Catulo da Paixão Cearense e João Pernambuco, interpretada por Mazzaropi.
- "Tocando a Boiada", de Amácio Mazzaropi, interpretada por Miltinho e Messias.
- "Lavadeiras do Amor", de Hector Lagna Fietta e Carlos Cesar.[4]

O filme foi rodado em cor (Eastmancolor) e em película de 35mm, com formato de tela 1.37:1.

## Lançamento e Recepção

### Lançamento
O Jeca Macumbeiro teve seu lançamento em São Paulo no dia 24 de fevereiro de 1975.

### Bilheteria
O filme foi um estrondoso sucesso de público, alcançando a marca de 3 021 248 espectadores e uma renda de 18 578 277 cruzeiros e 24 centavos. Com esses números, O Jeca Macumbeiro figurou em primeiro lugar na lista das dez maiores rendas de filmes nacionais no ano de 1975, reafirmando a força popular do cinema de Mazzaropi. Algumas fontes indicam que o filme já era a maior bilheteria nacional em 1974, possivelmente devido a um lançamento limitado no final daquele ano, mas seu impacto principal e a liderança nas bilheterias se consolidaram em 1975.

### Crítica
Assim como a maioria dos filmes de Mazzaropi, O Jeca Macumbeiro obteve grande apelo popular, mas enfrentou certa indiferença ou mesmo desprezo por parte da crítica especializada da época. Os críticos frequentemente apontavam para a simplicidade de suas tramas, o humor considerado ingênuo e a estética que fugia aos padrões do Cinema Novo e outras correntes mais valorizadas intelectualmente.
No entanto, análises posteriores e estudos acadêmicos têm reavaliado a obra de Mazzaropi, reconhecendo sua importância como fenômeno cultural e sua habilidade em criar um cinema genuinamente brasileiro, que dialogava diretamente com as classes populares e migrantes, refletindo seus valores, anseios e críticas sociais de forma acessível. A figura do Jeca, embora cômica, frequentemente carregava críticas veladas à modernização excludente, à exploração do homem do campo e às desigualdades sociais.

## Contexto e Temas
O Jeca Macumbeiro se insere no contexto do regime militar brasileiro, um período de modernização conservadora e forte controle ideológico. O cinema de Mazzaropi, com seu humor popular e sua aparente despretensão política, conseguia circular amplamente, muitas vezes abordando temas sensíveis de forma indireta.
Os principais temas explorados no filme incluem:
- A ingenuidade do caipira versus a malícia urbana/dos poderosos: Um tema recorrente na obra de Mazzaropi, onde a pureza e honestidade do Jeca (Pirola) são postas à prova pela ganância e esperteza de figuras de autoridade ou mais "esclarecidas", como o Coronel Januário.
- Crítica à falsa religiosidade e à exploração da fé: A trama central gira em torno da farsa montada pelo Coronel, que se aproveita da crença e do desespero de Pirola para enganá-lo. Isso pode ser visto como uma crítica à instrumentalização da fé para fins egoístas.
- Questões de classe e desigualdade social: A disparidade entre a simplicidade de Pirola e a opulência (mesmo que decadente) do Coronel Januário evidencia as tensões sociais e a vulnerabilidade dos mais pobres.
- Valores familiares e comunitários: Apesar das adversidades, os laços familiares e a solidariedade entre os personagens simples são frequentemente valorizados nos filmes de Mazzaropi.

É importante notar que, ao contrário do que algumas fontes iniciais indicavam (incluindo a primeira versão deste artigo), a sátira direta ao filme O Exorcista (1973) não ocorre em O Jeca Macumbeiro, mas sim em outro filme de Mazzaropi, Jeca Contra o Capeta, lançado posteriormente (1975/1976).

## Legado
O Jeca Macumbeiro permanece como um dos títulos mais emblemáticos e bem-sucedidos da vasta filmografia de Amácio Mazzaropi. Sua imensa popularidade na época de lançamento atesta a conexão profunda do cineasta com o público brasileiro, especialmente as camadas populares que se viam representadas na tela.
O filme, assim como outros de Mazzaropi, contribuiu para a consolidação do gênero "cinema caipira" e para a manutenção de uma indústria cinematográfica nacional independente e lucrativa, focada no mercado interno. A figura de Pirola, como uma das variações do Jeca, é parte fundamental do imaginário cultural brasileiro.
Atualmente, o filme continua a ser exibido em canais de televisão, plataformas de streaming e retrospectivas dedicadas à obra de Mazzaropi, como as realizadas pela Cinemateca Brasileira e outras instituições culturais, demonstrando seu valor histórico e seu apelo duradouro.